# Jack A. Butterfield Trophy
Die Jack A. Butterfield Trophy ist eine nordamerikanische Eishockey-Trophäe der American Hockey League (AHL), die seit 1984 jährlich an den wertvollsten Spieler (MVP) der Playoffs um den Calder Cup verliehen wird. Am häufigsten wurde die Trophäe von Torhütern gewonnen. Bis 2012 erhielten 15 Torhüter den Preis.
Benannt ist die Trophäe nach Jack Arlington Butterfield, der als Trainer und General Manager für Mannschaften der AHL arbeitete und von 1966 bis 1994, 28 Jahre lang, die Liga als Präsident anführte.

## Gewinner
| Jahr | Spieler                  | Team                    |
| ---- | ------------------------ | ----------------------- |
| 2025 | Artūrs Šilovs            | Abbotsford Canucks      |
| 2024 | Hendrix Lapierre         | Hershey Bears           |
| 2023 | Hunter Shepard           | Hershey Bears           |
| 2022 | Josh Leivo               | Chicago Wolves          |
| 2021 | nicht vergeben           | nicht vergeben          |
| 2020 | nicht vergeben           | nicht vergeben          |
| 2019 | Andrew Poturalski        | Charlotte Checkers      |
| 2018 | Andreas Johnsson         | Toronto Marlies         |
| 2017 | Tyler Bertuzzi           | Grand Rapids Griffins   |
| 2016 | Oliver Bjorkstrand       | Lake Erie Monsters      |
| 2015 | Jordan Weal              | Manchester Monarchs     |
| 2014 | Travis Morin             | Texas Stars             |
| 2013 | Tomáš Tatar              | Grand Rapids Griffins   |
| 2012 | Alexandre Picard         | Norfolk Admirals        |
| 2011 | Robin Lehner             | Binghamton Senators     |
| 2010 | Chris Bourque            | Hershey Bears           |
| 2009 | Michal Neuvirth          | Hershey Bears           |
| 2008 | Jason Krog               | Chicago Wolves          |
| 2007 | Carey Price              | Hamilton Bulldogs       |
| 2006 | Frédéric Cassivi         | Hershey Bears           |
| 2005 | Antero Niittymäki        | Philadelphia Phantoms   |
| 2004 | Wade Flaherty            | Milwaukee Admirals      |
| 2003 | Johan Holmqvist          | Houston Aeros           |
| 2002 | Pasi Nurminen            | Chicago Wolves          |
| 2001 | Steve Bégin              | Saint John Flames       |
| 2000 | Derek Armstrong          | Hartford Wolf Pack      |
| 1999 | Peter Ferraro            | Providence Bruins       |
| 1998 | Mike Maneluk             | Philadelphia Phantoms   |
| 1997 | Mike McHugh              | Hershey Bears           |
| 1996 | Dixon Ward               | Rochester Americans     |
| 1995 | Corey Schwab Mike Dunham | Albany River Rats       |
| 1994 | Olaf Kölzig              | Portland Pirates        |
| 1993 | Bill McDougall           | Cape Breton Oilers      |
| 1992 | Allan Bester             | Adirondack Red Wings    |
| 1991 | Kay Whitmore             | Springfield Indians     |
| 1990 | Jeff Hackett             | Springfield Indians     |
| 1989 | Sam St. Laurent          | Adirondack Red Wings    |
| 1988 | Wendell Young            | Hershey Bears           |
| 1987 | David Fenyves            | Rochester Americans     |
| 1986 | Tim Tookey               | Hershey Bears           |
| 1985 | Brian Skrudland          | Canadiens de Sherbrooke |
| 1984 | Bud Stefanski            | Maine Mariners          |